# Trio Oreade
Das Streichtrio Trio Oreade besteht aus Yukiko Ishibashi, Violine, Ursula Sarnthein, Viola, und Christine Hu, Violoncello.

## Geschichte
Das Trio wurde beim Internationalen Wettbewerb für Streichtrio in München 2012 mit dem 1. Preis ausgezeichnet – ein 2. Preis wurde nicht vergeben. Seither präsentierte es sich an Kammermusikreihen und gab unter anderem im Mai 2014 sein Debüt in der Tonhalle Zürich. Es trat bei den „klang“ Musiktagen auf Schloss Meggenhorn bei Luzern und an den Sommerkonzerten im Stift Melk (Österreich) auf. 2014/15 folgten Einladungen u. a. ins Holzhausen-Schlösschen Frankfurt und zur Schlossmediale Werdenberg, wo das Trio ein neues Werk von Helmut Oehring uraufführte. Im August 2016 gab das trio oreade sein Debüt beim Menuhin Festival in Gstaad.
Nach dem Gewinn des Kammermusikwettbewerbs der August-Pickhart-Stiftung Basel im Januar 2014 wurde es am 17. März 2015 für ein Konzert der Reihe der Kammermusikgesellschaft Basel eingeladen, welches sowohl auf CD als auch auf DVD mitgeschnitten wurde.
Die drei in Zürich und Hamburg lebenden Musikerinnen spielten in verschiedenen Ensembles, bevor sie sich zusammenschlossen, um sich der Gattung Streichtrio zu widmen. Yukiko Ishibashi (Violine) und Ursula Sarnthein (Bratsche) errangen beim Kiwanis-Kammermusik-Wettbewerb 2001 in Zürich den 1. Preis. Mit der Cellistin Christine Hu hat das Trio 2012 sein heutiges Gesicht bekommen. Von 2013 bis 2015 arbeitete das trio oreade mit Rainer Schmidt (Hagen Quartett) im Rahmen des Graduate Courses an der Hochschule für Musik Basel. Weitere Impulse kamen von Heinrich Schiff, Thomas Grossenbacher und Giovanni Antonini.
Neben der Kernliteratur von Mozart bis Schubert führt das Ensemble auch weniger bekannte Streichtrios aus allen Epochen auf. Außerdem beschäftigt es sich mit der Literatur des 20. Jahrhunderts – so spielte es am Kammermusiktag der Tonhalle Zürich im Juni 2014 Werke von György Kurtág sowie das Streichtrio op. 45 von Arnold Schönberg.
Von 2017 bis 2021 spielte das Trio auf Instrumenten von Antonio Stradivari – Violine „King George“ 1710, Bratsche „Gibson“ 1734, Cello „De Kermadec Bläss“ 1698 – als Leihgaben der Stradivari-Stiftung Habisreutinger.

## Diskografie
- 2015: Trio Oreade. CD und Blu-ray Disc mit Werken von: Ludwig van Beethoven (1770–1827), Franz Schubert (1797–1828), Jean Françaix (1912–1997), Bohuslav Martinů (1890–1959)